# Ардаули
Ардаули (итал. Ardauli) — коммуна в Италии, располагается в регионе Сардиния, в провинции Ористано.
Население составляет 1158 человек (2008 г.), плотность населения составляет 56 чел./км². Занимает площадь 21 км². Почтовый индекс — 9081. Телефонный код — 0783.
Покровительницей коммуны почитается Пресвятая Богородица (Madonna del Buoncammino), празднование во второй понедельник сентября.

## Демография
Динамика населения:

## Администрация коммуны
- Официальный сайт: https://web.archive.org/web/20110701131356/http://www.comune.ardauli.or.it/